# Robledo (Zamora)
Robledo és una localitat de Sanabria pertanyent al municipi de Puebla de Sanabria, a la Província de Zamora (Espanya) situada als contraforts de la Sierra de la Culebra, als Montes de León. Acull el Centre del Llop Ibèric de Castella i Lleó, infraestructura creada el 2015 per divulgar la figura del llop com a element fonamental de la biodiversitat de la península Ibèrica, a més d'impulsar el turisme i el desenvolupament rural en una de les zones més emblemàtiques a nivell mundial en la gestió i la conservació d'aquesta espècie.

## Història
Durant l'Edat Mitjana Robledo va quedar integrat en el Regne de Lleó, els monarques del qual haurien emprès la repoblació de la localitat dins del procés repoblador dut a terme a Sanabria.
Posteriorment, a l'Edat Moderna, Robledo va ser una de les localitats que es van integrar a la província de les Terres del Comte de Benavente i dins d'aquesta a la receptoria de Sanabria. No obstant això, en reestructurar-se les províncies i crear-se les actuals en 1833, la localitat va passar a formar part de la província de Zamora, dins de la Regió de Lleó, quedant integrada en 1834 en el partit judicial de Puebla de Sanabria.